# Taido (Nakai)
Pour les articles homonymes, voir Taido.
Ne doit pas être confondu avec Taido (Seiken Shukumine) ou Taï-do.
Le Taido (太道, taidō) est un art martial japonais, dont le fondateur est Maître Nakai (中井 道仁). Il n'est aujourd'hui pratiqué qu'au Japon.